# La Soledad (Pataz)
La Soledad es un pueblo ubicado en la colina del cerro Cabana, a 3.027 m s. n. m. Pertenece al distrito de Parcoy, en la zona norte de la provincia de Pataz, en el departamento de La Libertad, República del Perú.

## Historia
Los españoles llegaron a la zona a mediados del siglo XVI (1552) y se establecieron en el paraje donde confluyen los tres ríos al que denominaron El Tingo. En 1565 se oficializó el Asiento Minero El Tingo, en cuyo lugar construyeron una iglesia y las viviendas de los mineros.
Después de 140 años de auge minero, en febrero de 1689, un aluvión devastó el asiento minero El Tingo y los pobladores fueron evacuados a la parte alta del cerro donde se unieron con antiguos pobladores, nombrando a dicho lugar Tayancapata.
A principios del siglo XVIII llegó a Tayancapata el capitán general de Infantería con el nombramiento de justicia mayor y corregidor de Caxamarquilla, Fernando de Ávila y Toledo, encontrando a sus paisanos desordenados, por lo que convocó sin distinción de rango a todos los mineros del lugar y el 7 de febrero de 1707 acuerdan construir una capilla para realizar sus misas y guardar los bienes recuperados de la iglesia de El Tingo.
Ya instituidos, el capitán Fernando de Ávila y Toledo solicitó ante el Obispado de Trujillo la autorización para construir el nuevo templo y el 12 de marzo de 1708 demuelen la capilla y construyen el templo que se conserva hasta la actualidad. Simultáneamente hicieron traer de España la imponente imagen sagrada de la Madre de Cristo, la que llegó con el título de "María Soledad de Ávila". Desde esa fecha se cambió el nombre del lugar, de Tayancapata pasó a denominarse La Soledad.
En los albores de la independencia, José de San Martín, con Reglamento Provisional del 12 de febrero de 1821, crea el primer Departamento del Perú, Trujillo, y en su ámbito la provincia de Pataz, otorga a La Soledad el rango de Distrito, con sus anexos Quichibamba al norte y Llacuabamba al sur.
Ya en la época republicana, por Ley 2346 dada en noviembre de 1916 por el Parlamento Nacional, La Soledad pierde la categoría de distrito y pasa a ser un anexo del distrito de Parcoy.

## Geografía
La Soledad presenta una geografía accidentada, en la que se aprecian laderas y hondas quebradas, amplias ensenadas cubiertas de bosques y pastizales naturales así como elevadas montañas, que en su seno guardan ricos yacimientos de oro y plata, que son explotados desde muchos años antes de la llegada de los españoles hasta la actualidad.

## Gentilicio
A los nacidos en el pueblo de La Soledad se les conoce como Sholanos y aunque esta palabra no está registrada en el Diccionario de la Lengua Española, se ha vuelto tradicional nombrarlos así y es muy común escucharlo cuando se menciona a alguien de La Soledad.

## Atractivos turísticos
- La Iglesia con su retablo colonial, considerado por el Instituto Nacional de Cultura del Perú como Patrimonio Cultural Monumental de la Nación, según Resolución Jefatural N.º 176 del 9 de marzo de 1992.
- La Pileta, donde según la leyenda, se apareció la Virgen de los Dolores, Patrona de La Soledad.
- La Campana más grande de la región, cuyo nombre impreso se lee: "María angola , 1793".
- Restos arqueológicos en la cima de los cerros Cabana y El Ushno, así como pinturas rupestres de las Cuevas de los Letreros, el Ojo de Culebra, etc.

- Datos: Q13077201

1. ↑  Worldpostalcodes.org, código postal n.º 13510.